# Runostany
Runostany – czwarty album studyjny polskiej piosenkarki Sarsy, który ukazał się 25 lutego 2022 nakładem wytwórni muzycznej Universal Music Polska.

## Lista utworów
Opracowano na podstawie źródła.
1. „Runo (intro)”
2. „Tramwaj nr 9"
3. „Ze mną tańcz"
4. „Wieża”
5. „Na szczęście”
6. „Kochanie”
7. „Mówiła niszcz”
8. „La La Las”
9. „Przyspieszam”
10. „Mnie dwoje”
11. „Stany (outro)”

## Notowania

### Pozycja na tygodniowej liście
| Kraj   | Lista         | Najwyższa pozycja |
| ------ | ------------- | ----------------- |
| Polska | OLiS – albumy | 14                |